# Dimitrios Golemis
Dimitrios Golemis (griechisch Δημήτριος Γολέμης, * 15. November 1877 in Lefkada; † 9. Januar 1941 in Piräus) war ein griechischer Leichtathlet.
Dimitrios trainierte beim Athener Sportklub Panellinios GS.
Bei den I. Olympischen Sommerspielen 1896 in Athen belegte er den dritten Platz im 800-Meter-Lauf und wurde Sechster im 1500-Meter-Lauf.
Bei den ersten Panhellenischen Spielen 1899 wurde Golemis Erster über 800 Meter. Am 14. Mai 1899 stellte er in Faliro mit der Zeit von 2:15,2 Minuten einen panhellenischen Rekord auf.

## Platzierungen bei Olympischen Spielen
| Disziplin | 1896 |
| --------- | ---- |
| 800 m     | 3.   |
| 1500 m    | 6.   |